# Setenta y cinco
El setenta y cinco (75) es el número natural que sigue al setenta y cuatro y precede al setenta y seis.

## Propiedades matemáticas
- Es un número compuesto, que tiene los siguientes factores propios: 1, 3, 5, 15, 25 y el mismo es decir 75. Como la suma de sus factores es 49 < 75, se trata de un número defectivo.
- Número de Keith.
- Número de la suerte.
- Excluyendo los conjuntos infinitos , hay 75 poliedros uniformes (o 76 si se permite que los bordes coincidan).

## Características
- Es el número atómico del renio (Re).

- Datos: Q601660
- Multimedia: 75 (number) / Q601660